# Maculosalia grisa
Maculosalia grisa là một loài ruồi trong họ Tachinidae.